# Frances Lupton
Frances Elizabeth Lupton (née Greenhow ; 20 juillet 1821 - 9 mars 1892) est une Anglaise de l'ère victorienne militante en faveur de l'éducation des femmes. Elle s'est mariée avec la famille Lupton de Leeds, active sur le plan politique, où elle cofonde le lycée pour filles de Leeds en 1876 et est la représentante de Leeds du Conseil du nord de l'Angleterre pour la promotion de l'enseignement supérieur des femmes.

## Biographie

### Jeunesse
Lupton est née Frances Elizabeth Greenhow le 20 juillet 1821, dans une famille de médecins à Newcastle upon Tyne.
Son père, Thomas Michael Greenhow, a co-fondé l'Infirmerie des yeux de la ville, avec Sir John Fife, et ensuite la Newcastle University Medical School. Il travaille à l'infirmerie de Newcastle, rebaptisée Royal Victoria Infirmary, pendant de nombreuses années et joue un rôle déterminant dans son expansion dans les années 1850,.
Sa mère, Elizabeth, est née dans la famille Martineau, une dynastie intellectuelle, commerciale et politique. Beaucoup de ses parents sont importants au niveau national en tant qu'Unitariens, une branche des Dissidents anglais et une salle principale de la reconstruction post-Blitz d'Essex Hall - le siège national des unitariens britanniques - est nommé en leur honneur. Elizabeth grandit à Norwich, fréquentant la chapelle Octagon. Elle est la sœur de James Martineau, le philosophe religieux et professeur au Manchester New College (connu aujourd'hui sous le nom de Harris Manchester College, Université d'Oxford), de Harriet Martineau, la théoricienne sociale et écrivaine whig, souvent citée comme la première femme sociologue et Robert Martineau, maire de Birmingham.
Thomas et Elizabeth Greenhow vivent dans le quartier à la mode Old Eldon Square de Newcastle. Le couple a plusieurs enfants ; Frances et au moins deux garçons. Henry Martineau Greenhow (1829-1912) suit son père en médecine. Il rejoint le service médical indien et passe sa carrière dans l'Inde britannique, passant au grade de chirurgien majeur. Sa garnison résiste au siège de Lucknow, un épisode clé de la rébellion indienne de 1857. Un autre frère, William Thomas Greenhow (1831-1921) devient juge,. Le cousin germain des frères et sœurs, Edward Headlam Greenhow, est un médecin-universitaire, qui laisse sa marque en épidémiologie et en santé publique.
Frances fait ses études à l'école de sa tante Rachel Martineau et reste proche de la sœur de Rachel, Harriet, à l'âge adulte. L'éthique unitarienne de libéralisme et de service à la société est restée en elle tout au long de sa vie.

### Mariage et enfants

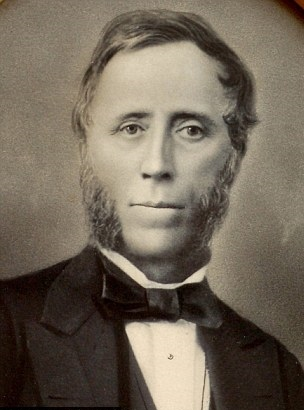
Frances épouse Francis Lupton en 1847

En 1847, Frances épouse Francis Lupton (1813-1884), membre d'une famille de fabricants de tissus prospère et politiquement active à Leeds. En plus de ses intérêts commerciaux, il est l'un des fondateurs du Yorkshire College of Science en 1874 qui devient une partie de l'Université fédérale de Victoria, et à partir de 1904 de l'Université de Leeds. Les Luptons sont des unitariens qui pratiquent à Mill Hill Chapel sur Leeds City Square, où un vitrail les commémore.
Frances se marie dans une famille de militants. Le frère cadet de son mari, Joseph Lupton, est président et plus tard vice-président du Manchester New College, le collège de formation pour les ministres où l'oncle de Frances enseigne. Il est un militant anti-esclavagiste et un libéral qui siège à l'exécutif de la National Reform Union. Il siège au comité de la National Society for Women's Suffrage. La cousine des frères, Jane, épouse le ministre de Mill Hill, Charles Wicksteed, un réformateur de l'éducation. Il co-fonde la Leeds Education Society, un mouvement précurseur de la National Education League.
Francis et Frances vivent juste à l'extérieur de la ville déménageant plus tard à Beechwood, une maison de campagne géorgienne à Roundhay. Francis a des fermes à Beechwood et travaille comme directeur de l'entreprise familiale de fabrication de laine jusqu'à sa mort subite à l'âge de 70 ans en 1884.
Les Lupton ont cinq fils : Francis Martineau, Arthur, Herbert (décédé jeune), Charles et Hugh. Lorsque la femme de son frère meurt, elle recueille leur fille Mabel Greenhow pour l'élever aux côtés de ses propres enfants; Mabel grandit pour écrire sous le nom de Murray Hickson. Ses quatre fils survivants contribuent à la vie civique de Leeds; deux deviennent lord-maire de Leeds,. Par Olive Middleton (1881-1936), l'aînée des enfants de son fils aîné Francis Martineau (1848-1921), Frances Lupton est l'arrière-arrière-arrière-grand-mère de Catherine, duchesse de Cambridge ,.

## Réforme de l'éducation des femmes

### Contexte
L'éducation laïque des femmes devient un problème plus urgent au milieu du XIXe siècle. Les écoles pour filles, notamment les petits pensionnats, existent depuis des générations : par exemple l'école de Mary Wollstonecraft à Newington Green dans les années 1780, avec des liens avec l'église unitaire Newington Green et la Newington Academy for Girls, créée par les Quakers en 1824. Mais une nouvelle impulsion est donnée par la fondation de collèges offrant une éducation non mixte aux jeunes femmes. Le Queen's College de Londres ouvre ses portes à Londres en 1848 pour fournir des qualifications aux gouvernantes. Les premières écoles de filles visant l'entrée à l'université sont la North London Collegiate School (à partir de 1850) et le Cheltenham Ladies' College (à partir de la nomination de Dorothea Beale en 1858). Emily Davies fait campagne pour l'enseignement supérieur pour les femmes dans les années 1860 et fonde Girton College en 1869, et Anne Clough fonde Newnham College en 1871 - ces deux collèges sont affiliés mais pas entièrement acceptés par l'Université de Cambridge. La tante de Lupton, Harriet Martineau, effectue une visite aux États-Unis en 1834, et l'un de ses centres d'intérêt est l'émergence d'écoles de filles.

### L'impact de Lupton
En 1871, Frances Lupton devient secrétaire honoraire du conseil honoraire des dames du Yorkshire Board of Education, qui n'a alors que six ans. Elle est « la puissante force motrice de l'organisation » et aussi celle de la Leeds Ladies' Educational Association. L'un de ses premiers succès est la création d'une bibliothèque pour étudiants. Bientôt, les comités s'arrangent pour superviser le premier examen local de Cambridge pour les femmes à Leeds,.
Cependant, le besoin le plus pressant est une meilleure éducation globale pour les filles, équivalente à ce que les garçons reçoivent au lycée académique traditionnel. Des intérêts établis empêchent l'utilisation des fonds de bienfaisance existants, malgré l'adoption de la loi sur les écoles dotées de 1869, alors Lupton dirige une réunion entre la Leeds Association et le Ladies Council pour créer une nouvelle voie à suivre - une société par actions. Son sens aigu des affaires conduit à la création du lycée pour filles de Leeds en 1876,.
Lupton et le Ladies Council voient également le besoin de diffuser des informations pratiques sur des sujets traditionnellement féminins tels que la santé et les soins infirmiers. Ils lancent une école de cuisine en 1874, après avoir demandé mais non reçu l'aide du fonctionnaire Sir Henry Cole. Au cours de la décennie suivante, la Yorkshire Training School of Cookery met au point des cours de formation des enseignants à la demande des conseils scolaires et finalement devient une composante de l'Université métropolitaine de Leeds,.
Au début des années 1870, Lupton héberge chez elle, à Beechwood, les principaux pédagogues anglais : Anne Clough, directrice du Newnham College Cambridge University, Meta Gaskell et John Robert Seeley du Christ's College, Cambridge.
En 1872, la Manchester Ladies' Educational Association du Conseil du nord de l'Angleterre pour la promotion de l'enseignement supérieur des femmes (NECPHEW) est représentée par la fille d'Elizabeth Gaskell, Meta, tandis que Frances représente la Leeds Ladies' Educational Association de NECPHEW. En tant que membre du conseil, Frances appartient également au comité d'éducation des filles de la Royal Society of Arts qui, à partir de 1871, s'aligne sur les objectifs de NECPHEW.
Lupton est décédée chez elle à Beechwood le 9 mars 1892 et est enterrée à l'église St John's de Roundhay.